# Швеция на летних Олимпийских играх 1912
Швеция принимала участие в Летних Олимпийских играх 1912 года в Стокгольме (Швеция), и завоевала 65 медалей, из которых 24 золотые, 24 серебряные и 17 бронзовые. Сборную страны представляли 444 спортсмена (421 мужчина, 23 женщины).

## Медалисты
| Медаль  | Спортсмен | Вид спорта            | Дисциплина                                                                |
| ------- | --- | --------------------- | ------------------------------------------------------------------------- |
| Золото  | Яльмар Андерссон Юн Эке Юсеф Тернстрём | Лёгкая атлетика       | Мужчины, командный кросс                                                  |
| Золото  | Хуго Висландер | Лёгкая атлетика       | Мужчины, десятиборье                                                      |
| Золото  | Эрик Лемминг | Лёгкая атлетика       | Мужчины, метание копья                                                    |
| Золото  | Густаф Линдблом | Лёгкая атлетика       | Мужчины, тройной прыжок                                                   |
| Золото  | Эрик Фриборг Рагнар Мальм Аксель Перссон Альгот Лённ | Велоспорт             | Мужчины, командная велогонка                                              |
| Золото  | Эрик Адлерз | Прыжки в воду         | Мужчины, 10-метровая вышка                                                |
| Золото  | Эрик Адлерз | Прыжки в воду         | Мужчины, простые прыжки с вышки                                           |
| Золото  | Грета Юханссон | Прыжки в воду         | Женщины, 10-метровая вышка                                                |
| Золото  | Карл Бунде | Конный спорт          | Выездка, индивидуальное первенство                                        |
| Золото  | Аксель Нурдландер | Конный спорт          | Конное троеборье, индивидуальное первенство                               |
| Золото  | Аксель Нурдландер Нильс Адлеркрёйц Эрнст Каспарссон Хенрик Хурн аф Оминне | Конный спорт          | Конное троеборье, командное первенство                                    |
| Золото  | Густав Левенгаупт Густав Чильман Ханс фон Русен Фредрик Русенкрёйц | Конный спорт          | Конкур, командное первенство                                              |
| Золото  | Пер Бертильссон Карл-Эренфриед Карлберг Нильс Гранфельт Курт Харцелль Освальд Хольмберг Андерс Хюландер Аксель Янсе Боо Кульберг Свен Ландберг Пер Нильссон Бенкт Норелиус Аксель Норлинг Даниэль Норлинг Свен Росен Нильс Сильвершёльд Карл Сильверстранд Юн Сёренссон Ингве Шернспетц Карл-Эрик Свенссон Карл Юхан Свенссон Кнут Торель Эдвард Веннерхольм Клас Верселль Давид Виман | Спортивная гимнастика | Мужчины, командное первенство по шведской системе                         |
| Золото  | Йёсиа Лиллиехёк | Современное пятиборье | Мужчины, личное первенство                                                |
| Золото  | Филип Эрикссон Карл Хельстрём Пауль Исберг Хумберт Линден Херман Нюберг Харри Росенсверд Эрик Валлериус Харальд Валлин | Парусный спорт        | Класс «10 метров»                                                         |
| Золото  | Мориц Эрикссон Карл Бьёркман Бернард Ларссон Хуго Юханссон Густаф Адольф Юнссон Эрик Блумквист | Стрельба              | Мужчины, произвольная винтовка, 300 м, лёжа                               |
| Золото  | Вильхельм Карлберг | Стрельба              | Мужчины, малокалиберная винтовка, 25 м, личное первенство                 |
| Золото  | Густаф Бойве Эрик Карлберг Вильхельм Карлберг Хюбнер фон Хольст | Стрельба              | Мужчины, малокалиберная винтовка, 25 м, командное первенство              |
| Золото  | Пауль Пален Эрик Карлберг Вильхельм Карлберг Хюбнер фон Хольст | Стрельба              | Мужчины, дуэльный пистолет, 30 м, командное первенство                    |
| Золото  | Альфред Сван | Стрельба              | Мужчины, «бегущий олень», 100 м, одиночные выстрелы, личное первенство    |
| Золото  | Пер-Олоф Арвидссон Альфред Сван Оскар Сван Оке Лундеберг | Стрельба              | Мужчины, «бегущий олень», 100 м, одиночные выстрелы, командное первенство |
| Золото  | Оке Лундеберг | Стрельба              | Мужчины, «бегущий олень», 100 м, двойные выстрелы                         |
| Золото  | Арвид Андерссон Адольф Бергман Йохман Эдман Эрик Альгот Фредрикссон Карл Йонссон Эрик Ларссон Аугуст Густафссон Херберт Линдстрём | Перетягивание каната  | Мужчины                                                                   |
| Золото  | Клаэс Юхансон | Борьба                | Мужчины, греко-римская борьба, до 75 кг                                   |
| Серебро | Торильд Ольссон Эрнст Виде Брор Фокк Нильс Фрюкберг Йохан Зандер | Лёгкая атлетика       | Мужчины, командный забег на 3000 м                                        |
| Серебро | Иван Мёллер Карл Лутер Туре Персон Кнут Линдберг | Лёгкая атлетика       | Мужчины, эстафета 4×100 м                                                 |
| Серебро | Яльмар Андерссон | Лёгкая атлетика       | Мужчины, кросс                                                            |
| Серебро | Чарльз Ломберг | Лёгкая атлетика       | Мужчины, десятиборье                                                      |
| Серебро | Георг Оберг | Лёгкая атлетика       | Мужчины, тройной прыжок                                                   |
| Серебро | Яльмар Юханссон | Прыжки в воду         | Мужчины, простые прыжки с вышки                                           |
| Серебро | Лиса Регнель | Прыжки в воду         | Женщины, 10-метровая вышка                                                |
| Серебро | Густаф Адольф Больтенстерн | Конный спорт          | Выездка, индивидуальное первенство                                        |
| Серебро | Йёста Осбринк | Современное пятиборье | Мужчины                                                                   |
| Серебро | Туре Росваль Вильям Брун-Мёллер Конрад Брункман Херман Дальбек Вильхельм Вилькенс | Академическая гребля  | Мужчины, лодки-инриггер, четвёрки с рулевым                               |
| Серебро | Эмиль Хенриквес Бенгт Хеиман Альвар Тиель Херберт Вестермарк Нильс Вестермарк | Парусный спорт        | Класс «8 метров»                                                          |
| Серебро | Пер Бергман Дик Бергстрём Курт Бергстрём Хуго Класон Фольке Йонсон Сигурд Кандер Нильс Ламбю Эрик Линдквист Нильс Перссон Рикхард Сельстрём | Парусный спорт        | Класс «12 метров»                                                         |
| Серебро | Эрик Карлберг Вильхельм Карлберг Артур Норденсван Рубен Эртегрен | Стрельба              | Мужчины, малокалиберная винтовка, 50 м, командное первенство              |
| Серебро | Хюбнер фон Хольст | Стрельба              | Мужчины, малокалиберная винтовка, 25 м, личное первенство                 |
| Серебро | Эрик Бустрём Эрик Карлберг Вильхельм Карлберг Георг де Лаваль | Стрельба              | Мужчины, произвольный пистолет, 50 м, командное первенство                |
| Серебро | Пауль Пален | Стрельба              | Мужчины, дуэльный пистолет, 30 м, личное первенство                       |
| Серебро | Эдвард Бенедикс | Стрельба              | Мужчины, «бегущий олень», 100 м, двойные выстрелы                         |
| Серебро | Тор Хеннинг | Плавание              | Мужчины, 400 м брассом                                                    |
| Серебро | Сигрид Фик Гуннар Сеттерваль | Теннис                | Смешанный разряд                                                          |
| Серебро | Карл Кемпе Гуннар Сеттерваль | Теннис                | Мужчины, парный разряд, в помещениях                                      |
| Серебро | Торстен Кумфельдт Харальд Юлин Макс Гумпель Роберт Аднерссон Понтус Хансон Вильхельм Андерссон Эрик Бергквист | Водное поло           | Мужчины                                                                   |
| Серебро | Густаф Мальмстрём | Борьба                | Мужчины, греко-римская борьба, до 67,5 кг                                 |
| Серебро | Андерс Ахльгрен | Борьба                | Мужчины, греко-римская борьба, до 82,5 кг                                 |
| Бронза  | Юн Эке | Лёгкая атлетика       | Мужчины, командный кросс                                                  |
| Бронза  | Йёста Хольмер | Лёгкая атлетика       | Мужчины, десятиборье                                                      |
| Бронза  | Эмиль Магнуссон | Лёгкая атлетика       | Мужчины, метание диска двумя руками                                       |
| Бронза  | Георг Оберг | Лёгкая атлетика       | Мужчины, прыжки в длину                                                   |
| Бронза  | Бертиль Угла | Лёгкая атлетика       | Мужчины, прыжки с шестом                                                  |
| Бронза  | Эрик Альмлёф | Лёгкая атлетика       | Мужчины, тройной прыжок                                                   |
| Бронза  | Густаф Бломгрен | Прыжки в воду         | Мужчины, 10-метровая вышка                                                |
| Бронза  | Юхан Янссон | Прыжки в воду         | Мужчины, простые прыжки с вышки                                           |
| Бронза  | Ханс фон Бликсен-Финекке | Конный спорт          | Выездка, индивидуальное первенство                                        |
| Бронза  | Георг де Лаваль | Современное пятиборье | Мужчины, личное первенство                                                |
| Бронза  | Отто Ауст Эрик Сандберг Харальд Сандберг | Парусный спорт        | Класс «6 метров»                                                          |
| Бронза  | Мориц Эрикссон Вернер Ернстрём Карл Бьёркман Тённес Бьёркман Бернард Ларссон Хуго Йоханссон | Стрельба              | Мужчины, армейская винтовка, 200, 400, 500 и 600 м, командное первенство  |
| Бронза  | Гидеон Эрикссон | Стрельба              | Мужчины, малокалиберная винтовка, 25 м, личное первенство                 |
| Бронза  | Хюбнер фон Хольст | Стрельба              | Мужчины, дуэльный пистолет, 30 м, личное первенство                       |
| Бронза  | Оскар Сван | Стрельба              | Мужчины, «бегущий олень», 100 м, двойные выстрелы                         |
| Бронза  | Сигрид Фик Гуннар Сеттерваль | Теннис                | Смешанный разряд, в помещениях                                            |
| Бронза  | Эдвин Маттиассон | Борьба                | Мужчины, греко-римская борьба, до 67,5 кг                                 |

## Результаты соревнований

### Борьба
В соревнованиях по борьбе, в отличие от предыдущих двух Игр, медали разыгрывались лишь в греко-римской борьбе. Борец, проигравший две схватки, завершал своё участие в Олимпийских играх.
Мужчины
Греко-римская борьба
| Категория | Спортсмены    | Раунды                    | Раунды                  | Раунды               | Раунды               | Раунды               | Раунды               | Раунды               | Финал                | Финал                | Финал                | Место                |
| Категория | Спортсмены    | Первый                    | Второй                  | Третий               | Четвёртый            | Пятый                | Шестой               | Седьмой              | Первый               | Второй               | Третий               | Место                |
| Категория | Спортсмены    | Соперник Результат        | Соперник Результат      | Соперник Результат   | Соперник Результат   | Соперник Результат   | Соперник Результат   | Соперник Результат   | Соперник Результат   | Соперник Результат   | Соперник Результат   | Место                |
| --------- | ------------- | ------------------------- | ----------------------- | -------------------- | -------------------- | -------------------- | -------------------- | -------------------- | -------------------- | -------------------- | -------------------- | -------------------- |
| до 60 кг  | Бруно Окессон | NORМ. Хестдаль П по очкам | GBRА. Тейлор В по очкам | завершил выступление | завершил выступление | завершил выступление | завершил выступление | завершил выступление | завершил выступление | завершил выступление | завершил выступление | завершил выступление |